# Estensione intera
In algebra, un'estensione intera di un anello commutativo unitario è un'estensione di anelli {\displaystyle A\subseteq B} tale che ogni elemento di B è intero su A, ovvero tale che ogni elemento di B è radice di un polinomio monico a coefficienti in A.
Rappresenta una generalizzazione del concetto di estensione algebrica di campi: se A è un campo, le estensioni intere sono infatti le estensioni algebriche (dal momento che ogni polinomio può essere reso monico moltiplicando per l'inverso del coefficiente direttore).

## Definizioni
Data un'estensione di anelli {\displaystyle A\subseteq B}, un elemento b di B è detto intero se esiste un polinomio monico {\displaystyle P(x)=x^{n}+a_{n-1}x^{n-1}+\cdots +a_{1}x+a_{0}\in A[X]} (ovvero in cui gli ai sono in A) tale che {\displaystyle P(b)=0}. Condizioni equivalenti a questa sono:
- A[b] (il più piccolo anello contenente A e b) è un A-modulo finitamente generato;
- A[b] è contenuto in un sottoanello C di B che è un A-modulo finitamente generato;
- esiste un A[b]-modulo fedele che è finitamente generato come A-modulo.

In particolare, se A è un campo, gli A-moduli finitamente generati sono gli spazi vettoriali di dimensione finita: e gli elementi che generano spazi vettoriali di dimensione finita sono esattamente gli elementi algebrici su A.
L'insieme degli elementi di B interi su A forma un anello, detto chiusura integrale di A in B; se questa coincide con B, ovvero se tutti gli elementi di B sono interi su A, l'estensione è detta intera.

## Proprietà basilari
Come le estensioni algebriche, le estensioni intere sono transitive: ovvero, se {\displaystyle A\subseteq B} e {\displaystyle B\subseteq C} sono estensioni intere, allora anche {\displaystyle A\subseteq C} è intera; in particolare, la chiusura integrale di A in B è il più grande sottoanello di B che è intero su A.
Le estensioni intere inoltre si conservano attraverso quozienti e localizzazioni: più precisamente
- se {\displaystyle A\subseteq B} è intera, J un ideale di B e {\displaystyle I=J\cap A} (che è un ideale di A), allora l'estensione {\displaystyle {\frac {A}{I}}\subseteq {\frac {B}{J}}} è intera;
- se S è una parte moltiplicativa di A allora l'estensione {\displaystyle S^{-1}A\subseteq S^{-1}B} è intera.

Le estensioni intere "conservano i campi", nel senso che, se {\displaystyle A\subseteq B} è intera, A è un campo se e solo se lo è B.

## Ideali primi
In un'estensione intera {\displaystyle A\subseteq B} è possibile legare gli ideali primi di A a quelli di B.
La prima proprietà riguarda gli ideali massimali (che, essendo l'anello unitario, sono in particolare primi): un ideale primo Q di B è massimale se e solo se {\displaystyle Q\cap A} è un ideale massimale di A. Questo è una conseguenza del fatto che le estensioni intere conservano i campi.
Vi sono tre teoremi generali che riguardano il comportamento degli ideali primi.
Il primo è il teorema del lying-over: per ogni ideale primo P di A esiste un ideale primo Q di B tale che {\displaystyle Q\cap A=P}; una sua riformulazione è che l'applicazione tra gli spettri corrispondente all'inclusione è suriettiva. Su questo risultato si innesta il teorema del going-up (o primo teorema di Cohen-Seidenberg), il quale afferma che, se P1 e P2 sono ideali primi di A, l'uno contenuto nell'altro, e Q1 è un ideale primo di B che si contrae a P1 (oovero tale che {\displaystyle Q_{1}\cap A=P_{1}}), allora esiste un ideale primo Q2, che contiene Q1, che si contrae a P2: procedendo per induzione, questo vale per ogni catena di ideali primi; ovvero è sempre possibile "sollevare" una catena ascendente di ideali primi di A ad una catena di ideali primi di B.
Il teorema di incomparabilità afferma che questo sollevamento è, in un certo senso, unico: due ideali primi distinti di B che si contraggono allo stesso ideale primo di A non possono essere contenuti l'uno nell'altro. Insieme al teorema del going-up, questo permette di affermare che le estensioni intere preservano la dimensione di Krull, ovvero che A e B hanno la stessa dimensione.
Simile al teorema del going-up è il teorema del going-down (o secondo teorema di Cohen-Seidenerg), che riguarda le catene discendenti anziché quelle ascendenti: se {\displaystyle P_{1}\subseteq P_{2}} sono ideali primi di A e Q2 è un ideale primo di B che si contrae a P2, allora esiste un ideale primo Q1, contenuto in Q2, che si contrae a P1. Questo è tuttavia meno generale del precedente, in quanto richiede che A sia un dominio d'integrità e che sia integralmente chiuso nel suo campo dei quozienti.
Le tesi di questi quattro teoremi possono anche essere pensate come proprietà che può possedere o meno un'arbitraria estensione di anelli, caratterizzandole poi attraverso condizioni equivalenti: in tal caso essi si riducono al risultato che queste proprietà valgono per le estensioni intere (ad eccezione delle ipotesi ulteriori per l'ultimo). Ad esempio, se un'estensione ha la proprietà del going-up allora ha anche quella del lying over, oppure se un'estensione ha sia la proprietà del going-up che quella dell'incomparabilità allora preserva la dimensione.